# Producteur exécutif
Ne doit pas être confondu avec producteur délégué.
Pour les articles homonymes, voir Exécutif et Producteur.
 (juin 2018).
Si vous disposez d'ouvrages ou d'articles de référence ou si vous connaissez des sites web de qualité traitant du thème abordé ici, merci de compléter l'article en donnant les références utiles à sa vérifiabilité et en les liant à la section « Notes et références ».
Au cinéma, le producteur exécutif est mandaté par le producteur délégué pour prendre en charge le tournage d'un film, sans être détenteur de droits de production de ce film, à la différence du producteur délégué. Il encadre la production, en lieu et place du producteur délégué, joue un rôle de gestionnaire mais n'endosse pas la responsabilité, qui est laissée à son mandant, le producteur délégué.
Le producteur exécutif assure concrètement la fabrication du film ou du programme, dans le cadre du budget arrêté. À ce titre, il engage les équipes et établit les contrats conformes au droit du travail et aux conventions collectives. Il réunit des moyens techniques en faisant appel à des prestataires techniques et est présent sur le tournage. Il assure le suivi de la fabrication du programme et contrôle le budget et les délais. 
Dans le cinéma anglo-saxon, où les définitions et les périmètres des métiers sont différents, ainsi qu'en Allemagne, le producteur exécutif français peut correspondre au métier de line producer ou à celui de executive in charge of production. L'executive producer correspond, lui, au « producteur délégué ».
Dans le jeu vidéo, sa tâche consiste à diriger les différents producteurs responsables de l'élaboration d'un jeu vidéo.